# Lydie Lescarmontier
Lydie Lescarmontier (* 1. Juni 1985 in Wissembourg) ist eine französische Glaziologin und Autorin. Das Forbes-Magazin wählte sie zu den 40 einflussreichsten Französinnen des Jahres 2021.

## Leben
Lescarmontier hat einen Abschluss als Ingenieurin in Agrarwissenschaften der École nationale supérieure agronomique de Toulouse (ENSAT). Im Jahr 2008 erwarb sie einen Master für Forschung in Meereskunde und Meteorologie an der École nationale de la météorologie (ENM) in Toulouse.
Ihre Forschungskarriere in der Glaziologie begann 2008 mit der Untersuchung des Mertz-Gletschers am Laboratoire d'Études en Géophysiques et Océanographie Spatiale (LEGOS) in Toulouse und an der University of Tasmania in Hobart, Australien. 2012 schrieb sie eine französisch-australische Doktorarbeit mit dem Titel Study of fracturing processes and iceberg valting in Antarctica - a history of the Mertz glacier. Diese Forschungsarbeit beruht auf vier Feldmissionen an Bord des Eisbrechers YWAM Liberty in Adélieland in der Antarktis mit der logistischen Unterstützung des französischen Polarinstituts Paul-Emile-Victor (IPEV). Im Februar 2010 war sie beim Kalben des Eisbergs C28, der vom Mertz-Gletscher stammt, dabei.
2012 zieht sie nach Canberra, um als Postdoc an der Australian National University zu arbeiten. Sie untersucht die Auswirkungen des Klimawandels auf den Antarktischen Eisschild mithilfe geophysikalischer Daten und arbeitet an der Berechnung der postglazialen Landhebung in der Antarktis. Sie verantwortet drei Luftlandemissionen von den Casey-, Mawson- und Davis-Stationen in Zusammenarbeit mit der Australian Antarctic Division, um die Entwicklung des kleinen Eisschildes von Enderbyland zu verfolgen.
2018 hat sie ihre Forschungskarriere beendet, um sich im Office for Climate Education, einer internationalen Stiftung mit Sitz in Paris, die unter der Schirmherrschaft der UNESCO steht, der Bildung zum Klimawandel zu widmen.
Seit 2023 ist sie Direktorin für Antarktisaktionen bei der NGO International Cryosphere Climate Initiative und setzt sich bei den Klimaverhandlungen für die Zukunft der Kryosphäre ein.

## Veröffentlichungen
- L'Empreinte des glaces, 2018, éditions Elytis[6]

- La Voix des pôles, 2021, Editions Flammarion[7]

- Mitautorin von Éduquer en anthropocène, 2019, éditions Au bord de l'eau[8]

## Preise und Auszeichnungen
- 2022: Ritter des Ordre national du Mérite[9]
- 2021: Von Forbes zu einer der 40 einflussreichsten Französinnen gewählt[10]